# Интерпретација језика
Интерпретација или тумачење представља олакшавање усмене знаковно-језичке комуникације, истовремено или узастопно, између корисника који говоре различите језике. Традуктологија представља систематично учење теорија, описа и апликације тумачења и превођења.
Интерпретатор (тумач) је особа која преводи мисао или експресију у матерњи језик, као експресију истог значења, узастопно у "реалном времену" или истовремено када излагач прави паузе између једне или две реченице.
Улога интерпретатора је да пренесе сваки семантички елемент као и тон и да региструје тј. растумачи сваку намеру и осећај поруке коју излагач прича на неком језику, на тражени језик (осим у кратким интерпретацијама, користи се понекад и на конференцијама)
За написане говоре и предавања, понекад се користи читање претходно преведених текстова.

## Упоређивање са преводом
Упркос томе што се користи у нетехничком смислу као заменљива, интерпретирање (тумачење) и превођење нису синоними. Тумачење узима поруку из изворног језика и преводи ту поруку у други тражени језик (пример: Енглески у Француски). У тумачењу, интерпретатор добија комплексни концепт из изворног језика, и бира најбољи вокабулар за превод поруке у лингвистички, емоционални, тонски, и културолошки еквивалетној поруци у траженом језику. Превођење је преношење занчења из текста у текст (написан или снимљен), са тим што преводилац има времена да користи изворе (речнике, глосаре...) да направи исправан документ или усмени артефакт. Мање познато је "пресловљавање", које се користи за знаковно тумачење интерпретатора, узимајући једну форму језика и претварајући те исте речи у другачију форму (пример: говорити енглески у знаковној форми Енглеског, Знаковни тачан енглески, а не амерички знаковни језик).
У судском представљању (интерпретирању), није дозвољено да се изоставља било шта из извора, без обзира на то колико брзо говорник прича, јер није само тачност главна карактеристика за интерпретаторе, али је обавезна. Нетачно интерпретирање само једне речи може довести до погрешног разумевања. Најбитнији фактор за потребан ниво прецизности је употреба тима који се састоји од два или више интерпретатора током опширног процеса, са једним активним интерпретарором и другим који повећава прецизност, иако постоји много различитих мишљења у индустрији како побољшати ефикасност у комплексним ситуацијама.
Преводиоци имају времена да размисле и исправе сваку реч и сентенцу пре него што предају свој рад клијенту. Док је улога интерпретатора који преводи уживо да постигне константну високу прецизност, детаљи оригиналног (изворног) говора им могу промаћи а интерпретатори могу тражити објашњење од говорника. У било ком језику, укључујући и знаковне језике, када се употреби реч која нема свој синоним у потребеном језику, потребно је наћи реч која приближно описује то што је говорник хтео да каже (пример: Енглеска реч "гостопримљив" може захтевати низ речи или фраза да обухвати комплексно значење те саме речи). Још једна уникатна ситуација је та да када се протумачена порука јавља краће или дуже од оригиналне поруке. Порука се може појавити краћа због могућих поједностављења у одређеном (траженом) језику.
Превод са енглеског у шпански је главни пример: шпански користи специфичне именице које се разликују у роду, које се не корсите у енглеском, што значи да су те речи конфузније а самим тим и вишесложније у енглеској интерпретацији. Због оваквих ситуација, тумачење обично захтева "успоравање" или "додатно време за обраду". Ово омогућава интерпретатору да разуме суштину онога што говорник прича бирајући одговарајући вокабулар пре почетка излагања те поруке. Док се ради са интерпретаторима, важно је запамтити да је неопходно кашњење да би се избегло прекидање интерпретатора и говорника.

## Режими

### Истовременост
У истовременим интерпретацијама (ИИ), интерпретатор преводи поруку у тражени језик што брже може, док говорник прича на свом језику. Најчешћа форма је импровизована ИИ, где интерпретатор не зна поруку док је не чује. ИИ је најчешћи облик коришћен за знаковне језичке интерпретације.
У идеалним условима за усмени језик, интерпретатор седи у изолованој соби и говори у микрофон, док јасно види и чује говор изворног језика преко својих слушалица. Истовремене интерпретације се преводе у тражени језик где слушаоци слушају превод преко својих слушалица.
Прво увођење и коришћење импровизоване истовремене интерпретације користећи елктричну опрему која олакшава посао када има много слушалаца као нпр у Нинбершком процесу, са четири званична службена језика.

### Узастопност
У узаступном интерпретирању (УИ), интерпретатор говори после говорника након што говорник каже једну или две целе реченице. Говор је подељен у сегменте, и интерпретатор седи или стоји поред говорника, слушајући и записујући у зависности од брзине говорника кроз тај говор. Када говорник паузира или заврши говор, интерпретатор затим преводи део поруке или целу поруку у тражени језик.
Узаступна интерпретација је преведена као "кратка УИ" или "дуга УИ". У кратком УИ, интерпретатор се ослања на меморију, сваки део поруке је довољно кратак да би се запамтио. У дугом УИ, интерпретатор прави белешке да олакша себи при превођењу дугачких пасуса. Ове нефорамлне поделе су установљене са клијентом пре него што се интерпретација изведе, у зависности од предмета, своје сложености, и сврхе интерпретације.
Повремено, потребно је превођење документа од стране интерпретатора током узастопне интерпретације. Превођење комбинује интерпретацију и превођење; интерпретатор мора да преведе документ са изворног језика у тражени језик и то као да је написан у траженом језику. Превођење засновано на прегледу се јавља често, али не и искључиво, у судским и медицинским пословима. 
Узастопно интерпретирани говори, или њихови сегменти, су углавном кратки. Пре педесет година, УИ интерпретатор би преводио 20 или 30 минута; данас се 10 или 15 минута сматра веома дугим, посебно јер публика обично не воли да седи и слуша 20 минута говора који им је неразумљив.
Често, ако претходно није наглашено, говорник несвесно може да исприча више од једне реченице пре него што се УИ преведе а требало би да стане након сваке реченице да би сачекао превођење својих речи у тражени језик. Понекад, међутим, у зависности од природе предмета и капацитета интерпретатора да памти, интерпретатор може да пита говорника да прави паузе након сваке реченице или након сваке тачке. Реченица-по-реченица интерпретирање захтева мању способност памћења а самим тим има и мање простора за грешку, али мана овог начина интерпретације се огледа у томе што интерпретатор не чује цео говор, па је самим тим понекад теже превести целу поруку због недостатка контекста и прекида целокупне мисли (на пример, замислите да вам неко прича виц из делова, са паузама за превођење). Овај метод се обично користи у превођењу говора, сведочења, снимљених изјава, судских сведочења сведока, и у медицинским и пословним интервјуима, али је у суштини боље да се комплетира целокупна мисао пре саме интерпретације.
Целокупна (неподељена) узаступна интерпретација целокупне мисли захтева да се разуме целокупна мисао пре него што инетрпретатор преведе тражену поруку у тражени језик. Ово пружа тачнију, прецизнију, и више приступачну интерпретацију од истовремене интерпретације.
Једини случају у коме се не може извршити узастопна интерпретације се јавља онда када се написани говор прочита. Написане говоре је најбоље контролисати поновним читањем текста изворног језика.

### Шапутање
У интерпретирању шапутањем (chuchotage, на Француском) које се понекад назива истовремено шапутање, интерпетатор седи или стоји поред особе или људи који захтевају интерпретацију (највише се две особе могу сместити, ако се не користе микрофон и слушалице). Интерпретатор не шапуће, зато што би то после одређеног времена утицало на његов глас, па самим тим не би био у стању да заврши превођење (интерпретацију). Уместо тога, интерпретатор говори тихо одржавајући свој говор на ниском нивоу.  Интерпретатова уста и уши особе која слуша, морају да буду у непосредној близини да не би узнемиравали остале у просторији. Без електричне опреме, шапутање је тешко.
Истовремено интерпретирање се користи када је потребно да човек прати оно што је речено у просторији без његовог експонирања, док се узастопна интерпретација користи у дијалогу, и када људи желе да чују шта је говорник заиста рекао на свом изворном језику јер неки од слушаоца причају тај језик, или у суду, да би се снимиле оригиналне речи говорника када се испитује сведок или неко други.
Узастопна интерпретација ће дуплирати одузето време, тако што је све што је речено у изворном језику поновљено још једном у траженом језику.
Због интезивне концентрације коју интерпретатори морају да имају да би чули сваку изговорену реч и нашли најбољи начин да је преведу у тражени језик, професионални интерпретатори раде у паровима или у тимовима од три члана, тако да се интерпретатори могу мењати и одморити након превођења отприлике десет до двадесет минута (у зависности од тежине садржине).

### Преношење
Преносно интерпретирање се обично користи када постоје више тражених језика. Интерпретатор изворног језика преводи текст у језик који је познат сваком интерпретатору, који затим преводе поруку на њихове одговарајуће тражене језике. На пример, Јапанска изворна порука се прво преводи на енглески и прослеђује групи интерпретатора, који затим ту поруку са енглеског преводе на арапски, француски, руски, и остале тражене језике. У великој мери, може постојати више "посредних" језика, нпр. на пример грчки се може превести на енглески а затим се тај енглески може превести на остале језике, и , у исто време се може нпр. превести на францукси, па са француског на још много језика. Ова солуција се много чешће користи на вишејезичним састанцима у ЕУ институцијама.

### Везивање
Интерпретирање везивањем подразумева преношење онога што је рекао појединац, или оно што је речено између двојице или између више људи. Ова врста интерпретирања се може постићи након краћег говора или узастопно, реченица-по-реченица или као шапутање; поред тога што се користе белешке, опрема се ипак не користи.

## Врсте

### Конференцијско
Конференцијско интерпретирање се односи на интерпретирање на конференцији или великој седници, или истовремено или узаступно. Појава више-језичних састанака је умањила коришћење узаступног превођења у последњих 20 година.
Конференцијска интерпретација је подељена између два тржишта: институционалног и приватног. Интернационалне институције (ЕУ, УН, ЕПО, ет цетера), који одржавају више-језична одржавања, често дају предност превођењу неколико страних језика у матерњи језик интерпретатора. Локални приватни маркети настају да имају двојезичне састанке (локални језик плус још један), а интерпретатори раде и са својим матерњим језиком и са другим језицима. Ова тржишта се не искључују међусобно. Међународна Асоцијаца Конференцијских Интерпретатора је једина светски распрострањена асоцијација конференцијских интерпретатора. Основана је 1953. године, и у њеном саставу се налази више од 2 800 професионалних конференцијских интерпретатора, у више од 90 земаља.

### Судско
Судски, легално, или судско интерпретирање се обавља у суду правде, административним трибуналима, и осталим правним местима (нпр. полицијкса станица за истрагу, конгресна сала за сведочење, или место где се узима документ под заклетвом). Легално интерпретирање може бити узастопна интерпретација испитивања сведока, или истовремена интерпретација целих процедура, уз помоћ електронике, за једну особу, или све присутне особе.
Право на професионалног интерпретатора имају сви који не разумеју језик који се користи у суду (поготово за оптуженог у кривичном поступку) и оно представља једну од основних правила правде. Дакле, ово право је гарантовано у државним институцијама, декларациојм људских права, основним законима усвојеним од стране правног система или преседана постављених у најугледнијим судовима. Међутим, није неопходно да овлашћени интерпретатор буде присутан током полицијске истраге.
У Сједињеним Америчким Државама у зависности од прописа и стандарда одређених од стране државе, судски интерпретатори обично раде сами када преводе узаступно, или као тим, када преводе истовремено. Поред тога што морају да знају перфектно изворне и тражене језике, интерпретатори морају да знају и основе законе и судске процедуре. Обично се од њих тражи да имају државно одобрење да раде у судовима - затим добијају назив овлашћени судски интерпретатори. У многим земљама, превођење се сматра есенцијалним делом доказивања. Непотпуна интерпретација или једноставно некомпетентан интерпретатор, може довести до разних компликација у истрази.

### Праћење (пратња)
Интерпретирање праћењем, интерпретатор прати особу или делегацију на турнеји, или посети, или састанку или интервју. Овакав интерпретатор се назива пратећи интерпретатор. Ово је интерпретирање везивањем.

### Јавни сектор
Познат још и као заједница тумачења, је врста интерпретирања у областима као што је право, здравство, локалне самоуправе, социјално, здравство животне средине, просвета, и социјалне услоге. У заједници интерпретирања, постоје фактори који утичу на језик и квалитет комуникације, као што су говори емоционалног садржаја, непријатељског или социјално-поларизованог окружења, сопствени стрес, снажне везе између учесника, и интепретаторов ниво одговорности - у много случајева и више него опасан, у неким случајевима, живот особе зависи од посла интерпретатора.

### Медицинско
Медицинско интерпретирање се састоји од јавног интерпретирања, и представља комуникацију између медицинског особља и пацијента и његовом фамилијом или представља комуникацију између медицинског особља који говоре различите језике, уз помоћ интерпретатора, који су школовани и компетентни да преводе стручне медицинске термине. У неким ситуацијама, медицински радници који говоре више језика могу хонорарно учествовати као чланови интерне банке језика. У зависности од државних специфичних захтевима, интерпретатор обично мора добро да познаје медицинску терминологију, честе процедуре, интервју са пацијентом и испитне процесе. Медицинси интерпретатори су често културолошка веза за људе (без обзира на језик) који нису упућени или се осећају нелагодно у болници, клиници, или се осећају нелагодно због медицинских услуга.
На пример, у Кини, не постоји обавезни сертификат за медицинске интерпретаторе од 2012. године. Већина интерпретација у болницама у Кини се извршава од стране доктора, који знају добро и кинески и енглески (углавном енглески) и њиховим областима. Њихови преводи су више стручне од комуникације између доктора и пацијената. Када пацијенту треба неко ко прича енглески у кинеској болници, често буде упућен на засполене чланове у болиници, на оне чланове за које се мисле да знају енглески. Ставни квалитет такве услоге за пацијенте или медицински превод за комуникацију између доктора који причају различите језике, није познат. Интерпретатори који раде у Здравственим установама се могу сматрати да припадају Савезу Здравствених Професионалаца.

### Знаковни језик
Интерпретатор знаковног језика мора на прави начин да пренесе поруку између два различита језика. Интерпретатор је ту за глуве и за оне који чују. Сам чин превођења се изводи тако што особа која чује прича, а интерпретатор преводи мисли говорника у знаковни језик, или друге форме коришћене од стране глувих људи. Интерпретирање се може извршити и у супротном правцу: када глуве особе показују, а интерпретатор преводи значење те поруке у усменој форми за људе који чују, што се понекад назива "гласовно превођење" или "изражавање". Знаковно интерпретирање се може извести и као истовремено и као узаступно интерпретирање. Професионални интерпретатори знаковног језика ће се позиционирати у просторији тако да буду видљиви глувом делу учесника а преостали део учесника да их чују, тако што ће се интерпретатор поставити тако да их они виде и/или чују. У неким случајевима, интерпретатор може преводити са једног језика на други било да је то енглески у британски знаковни јези, енглески у амерички знаковни језик, шпански у енглески па енглески у амерички знаковни енглески итд.
Глувонеми индивидуалци имају такође прилику да раде као интерпретатори. Глувонем човек ће сарађивати са интерпретатором који чује да би се побољшала интерпретација за глувонеме људе који можда не знају исти знаковни језик који се користи у тој земљи, за оне које слабо знају знаковни језик, или имају неке друге менталне или псхихичке проблеме, и за такве људе је успостављање комуникације посебан изазов. У другом случају, интерпретатор који чује може преводити на знаковном језику таквог типа да га сви разумеју. Они такође преводе информације са једног језика на други - на пример, када особа визуелно показује, глувонеми интерпретатор може да буде упошљен да копира те покрете тако да глувонема особа разуме те покрете руке и поприми те визуелне информације.
Већина интерпретатора се тренира у такозваном Интерпретаторском Тренинг Програму (ИТП). Дужина ИТП варира, али је обично потребно две или четири године да се добије степен или сертификат. Постдипломски програми су такође доступни.
У Сједињеним Америчким Државама, интерпретатори знаковног језика имају Државни ниво облашћења. Завод глувонемих интерпретатора (ЗГИ), непрофитна организација, је позната по свом државном признању и процесу овлашћења. Поред захтева за тренирање и строге контроле сертификације, ЗГИ чланови морају поштовати кодексе професионалног понашања, жалбени процес и надоградњу потребне стручности. Постоји много програма за тренирање интерпретатора у Америчкој студентској комисији интерпретатора који је акредитовао те програме за тренирање Интерпретатора. Листа акредитованих програма се могу наћи на веб сајту "CCIE".
Европске земље и остале земље широм света имају своје сопствене асоцијације интерпретатора знаковног језика. Неке земље имају и више од једне државне асоцијације због регионалих и језичких разлика. Европски форум интерпретатора знаковног језика (ефсли) је главна оргранизација итерпретатора знаковног језика у Европи.

### Јавно
Природно, медијско интерпретирање мора бити изведено на истовремен начин. Обавља се углавном за уживо-телевизијске репортаже као шро су прес конференције, интервјуи уживо са политичарима, музичарима, уметницима, спортистима или људима из света бизниса. У овом типу интерпретирања, интерпретатор седи у изолованој кобини где може видети говорника на монитору. Сва опрема би требало да се провери пре него што снимање почне. Самим тим, сателитска конекција мора бити проверена барем два пута да не би дошло до тога да се глас преводиоца враћа и самим да не би досшло до тога да преводилац чује само један канал. У случају да се интервју снима изван студија, интерпретатор преводи оно што чује на ТВ монитору. Позадинска бука може представљати озбиљан проблем. Интерпретатор који ради у јавности мора да буде вешт и самоуверен као телевизијски водитељ.
Медијско интерпретирање је подстакло већу видљивост и присуство после рата у Заливу. Телевизијски програми су почели да запошљавају чланове, тј. интерпретаторе који преводе истовремено. Интерпретатор преводи прес конференције, телефонске именике, интервјуе и сличне директне преносе за гледаоце. Ово је најстреснији тип интерпретирања самим тим што интерпретатор мора да се носи са широким распоном техничких проблема, свађом у контролној соби и полемисањем током директног преноса.

## Модалитети
Услуге интерпретирања се могу добити на више начина. Најчешћи начин представља интерпретирање на лицу места, тј. када је интерпретатор уживо присутан.

### На лицу места
Назива се и "лично интерпретирање" или понекад "лице-у-лице", овај метода захтева од интерпретатора да буде психички спреман за интерпретацију уживо. У интерпретирању уживо, све стране које желе да причају једна са другом се обично налазе на истом месту. Ово је најчешће коришћен начин за јавне и социјалне скупове.

### Телефон
Још познато и као "интерпретирање-преко-телефона," "телефонско интерпретирање," и "теле-интерпретирање," телефонско интерпретирање омогућава превођење преко телефона. Интерпретатор је на тај начин прикључен конференцијском позиву. Телефонско интерпретирање се може користити при превођењу на лицу места  с тим да се интерпретатор не налази на у тој просторији. Међутим, много је корисније користити га за ситуације у којима све стране које желе да комуницирају, могу да говоре преко телефона (нпр. телефонске апликације за осигурање или кредитне картице, или телефонска питања од стране потрошача предузећима).

### Видео
Услуге интерпретирања преко удаљеног видео интерпретирања (УВИ) или преношења видео услуге (ПВС) су корисне за језичке баријере где су визуелно-културолошка препознавања битна, па чак и применљивија када је један од учесника глувонем, слабо чује или има говорне поремећаје. У таквим случајевима, ток интерпретације прати нормалан ток принципалног језика, као што францкуски знаковни језик (ФЗЈ) прати францкуски, шпански знаковни језик (ШЗЈ) прати шпански, британски знаковни језик (БЗЈ) прати енглески, и амерички знаковни језик (АЗЈ) прати енглески (с тим да су БЗЈ и АЗЈ тотално различизи), итд. ... Интерпретатори који знају више знаковних језика, могу такође да преводе преко главног језика (као нпр. из ШЗЈ-a, у форму енглеског језика), али то ретко раде. Такве активности захтевају знатне напоре преводиоца, с обзиром да се знаковни језик разликује од природног језика у конструкцији и синтакси, различитој форми гласовне верзије тог истог главног језика.
Са видео интерпретирањем, интерпретатори знаковних језика раде из далека, директно укључени, тако да интерпретатор може видети нему атмосферу, а чути саслушање. Слично као и код телефонског интерпретирања, видео интерпретирање се може користити за ситуације у којима не постоје директна укључења интерпретатора. Међутим, видео интерпретирање се не може користити у ситуацијама у којима се сви делови превођења причају преко телефона. УВИ и ПВС интерпретације захтевају све делове неопходне опреме. Нека додатна опрема омогућава интерпретаторима да контролишу видео камеру, тј. да зумирају, као и да поставе камеру у правцу у којем желе.

## Простори
Већина професионалних конференцијских интерпретатора раде за телефонске интерпретаторске агенције, здравствене институције, судове, школске системе и светске организације као што су Уједињене нације, Европска унија, или Афричка Унија.
Највећи светски послодавац интерпретатора је тренутно Европска комисија, која броја на хиљаде запослених и хонорарних интерпретатора који раде у Језицима Европске уније. Друге институције Европске уније (Европски парламент и Европски суд правде) имају мање интерпретатора.
Уједињене нације запошљавају интерпретаторе у скоро свим својим локацијама широм света. Због тога што постоји само шест званичних језика, има мање запошљених него Европска унија.
Интерпретатори такође могу да раде као хонорарни оператори у њиховим локалним, регионалним или националним заједницама, или се могу одлучити на уговор о раду као интерпретатори бизниса или услуга. Они обично раде ово што је описано.
Америчка војска у Ираку и Авганистану запошљава на хиљаде интерпретатора да помогну у успостављању комуникације са локалним становништвом.

## Сертификати
Не постоји светска тестирајућа или сертификујућа агенција за све типове интерпретатора. За конференцијску интерпретацију, постоји Интернационална Асоцијација Конференцијских Интерпретатора, или АИИЦ.
Специфичне регије, државе, или чак и градови ће имати своје сертификујуће стандарде. У већини случајева, дипломци одговарајућих студентских програма су компетентни за конференцијске интерпретације.